# سامسونج جالاكسي نوت
سامسونج جالاكسي نوت هو خط إنتاج متوقف من الهواتف الذكية الرائدة عالية الجودة، والتي تعمل بنظام التشغيل أندرويد، طورته وسوّقته شركة سامسونج للإلكترونيات.
استهدف خط إنتاج هواتف سامسونج جالاكسي نوت بشكل أساسي محبي الحوسبة بالقلم، إذ كانت جميع طُرز هواتف ساسونج جالاكسي نوت تأتي مزودة بقلم رقمي للكتابة على شاشة اللمس، ومُدمجًا به لويحة بيانية حساسة للضغط من إنتاج شركة واكوم، كما تضمنت جميع طُرز هواتف سامسونج جالاكسي نوت ميزات برمجية مُصممة خصيصًا للقلم الرقمي والشاشات الكبيرة، مثل تدوين الملاحظات، وتطبيقات سكرابوكينغ الرقمية، وتلميحات الأدوات، وتعدد المهام عبر الشاشة المُقسّمة. كان هذا الخط بمثابة الطراز الرائد من شركة سامسونج للهواتف الذكية، مُتقدمًا على سلسلة هواتف سامسونج جالاكسي إس، وكان جزءًا من سلسلة سامسونج جالاكسي الأوسع من أجهزة الأندرويد الحاسوبية.

تميزت سلسلة جالاكسي نوت للهواتف الذكية بكونها أولى أمثلة الهواتف اللوحية الناجحة تجاريًا، وهي فئة من الهواتف الذكية ذات الشاشات الكبيرة المُصممة لدمج وظائف الأجهزة اللوحية التقليدية مع وظائف الهواتف المحمولة، ساهمت سلسلة هواتف سامسونج جالاكسي نوت في تسريع انتشار الهواتف الذكية ذات الشاشات الكبيرة في منتصف العقد الأول من القرن الحادي والعشرين، فقد باعت شركة سامسونج أكثر من 50 مليون جهاز جالاكسي نوت خلال الفترة ما بين سبتمبر (أيلول) 2011 وأكتوبر (تشرين الأول) 2013. وفي أغسطس (آب) 2021، أعلن ت. م. روه، رئيس شركة سامسونج ورئيس قسم الاتصالات المتنقلة بشركة إلكترونيات سامسونج، أنه لن يتم الإعلان عن طرح أي جهاز جالاكسي نوت جديد في حدث الإطلاق لعام 2021، والذي سيركز بدلاً من ذلك على الهواتف القابلة للطي الجديدة. وأضاف: 
بدلاً من الكشف عن هاتف جالاكسي نوت جديد هذه المرة، سنوسع نطاق ميزات نوت المحبوبة لتشمل المزيد من أجهزة سامسونج جالاكسي. 
لا تزال منتجات وهواتف سامسونج جالاكسي اللوحية تُنتج كإصدارات ألترا من بعض طرز سلسلة جالاكسي إس منذ إصدار هاتف سامسونج جالاكسي إس 22.